# Риба-де-Мору
Риба-де-Мору (порт. Riba de Mouro) — район (фрегезия) в Португалии, входит в округ Виана-ду-Каштелу. Является составной частью муниципалитета Монсан. По старому административному делению входил в провинцию Минью. Входит в экономико-статистический субрегион Минью-Лима, который входит в Северный регион. Население составляет 1111 человек на 2001 год. Занимает площадь 13,94 км².